# Hypnum tamarisci
Hypnum tamarisci là một loài Rêu trong họ Hypnaceae. Loài này được Sw. mô tả khoa học đầu tiên năm 1806.